# Артериола

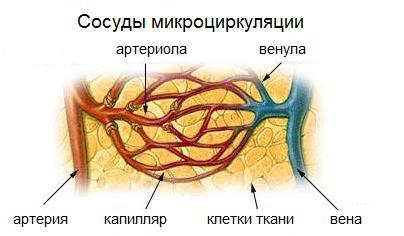

Артерио́лы — мелкие артерии, по току крови непосредственно предшествующие капиллярам. Характерная их особенность — преобладание в сосудистой стенке гладкомышечного слоя, благодаря которому артериолы могут активно менять величину своего просвета и, таким образом, сопротивление. Участвуют в регуляции общего периферического сосудистого сопротивления (ОПСС).

## Физиологическая роль артериол в регуляции кровотока
В масштабе организма от тонуса артериол зависит общее периферическое сопротивление, которое, наряду с ударным объёмом сердца, определяет величину артериального давления. Вследствие этого артериолы по функциональной классификации относят к резистивным сосудам.
Кроме того, тонус артериол может изменяться локально, в пределах данного органа или ткани. Локальное изменение тонуса артериол, не оказывая заметного влияния на общее периферическое сопротивление, будет определять величину кровотока в данном органе. Так, тонус артериол заметно снижается в работающих мышцах, что приводит к увеличению их кровоснабжения.

## Регуляция тонуса артериол
Поскольку изменение тонуса артериол в масштабе целого организма и в масштабе отдельных тканей имеет совершенно различное физиологическое значение, существуют как локальные, так и центральные механизмы его регуляции.

### Локальная регуляция сосудистого тонуса
В отсутствие всяких регуляторных воздействий изолированная артериола, лишённая эндотелия, сохраняет некоторый тонус, зависящий от самих гладких мышц. Он называется базальным тонусом сосуда.
На сосудистый тонус постоянно влияют такие факторы среды, как pH и концентрация CO2 (снижение первой и повышение второй приводят к уменьшению тонуса). Эта реакция оказывается физиологически целесообразной, так как следующее за локальным снижением тонуса артериол увеличение местного кровотока, собственно, и приведёт к восстановлению тканевого гомеостаза.
Далее эндотелий сосудов постоянно синтезирует как сосудосуживающие (прессорные) (эндотелин), так и сосудорасширяющие (депрессорные) факторы (оксид азота NO и простациклин).
При повреждении сосуда тромбоциты выделяют мощный сосудосуживающий фактор тромбоксан A2, что приводит к спазму повреждённого сосуда и временной остановке кровотечения.
Напротив, медиаторы воспаления, такие как простагландин E2 и гистамин, вызывают снижение тонуса артериол.
Изменение метаболического состояния ткани может менять баланс прессорных и депрессорных факторов. Так, снижение pH и увеличение концентрации CO2 смещает баланс в пользу депрессорных влияний.

### Системные гормоны, регулирующие сосудистый тонус
Гормон нейрогипофиза вазопрессин, как явствует из его названия (лат. vas — сосуд, pressio — давление), оказывает некоторое, хотя и скромное, сосудосуживающее действие. Гораздо более мощным прессорным гормоном является ангиотензин (греч. ангио — сосуд, тензио — давление) — полипептид, который формируется в плазме крови при снижении давления в артериях почек.
Весьма интересным действием на сосуды обладает гормон мозгового вещества надпочечников адреналин, который продуцируется при стрессе и метаболически обеспечивает реакцию «борьбы или бегства». В гладких мышцах артериол большинства органов имеются α-адренорецепторы, вызывающие сужение сосудов, однако в артериолах скелетных мышц и головного мозга преобладают β2-адренорецепторы, которые вызывают снижение сосудистого тонуса. В результате, во-первых, возрастает общее сосудистое сопротивление и, следовательно, артериальное давление, а во-вторых, сопротивление сосудов скелетных мышц и мозга снижается, что приводит к перераспределению кровотока в эти органы и резкому увеличению их кровоснабжения.

### Сосудосуживающие и сосудорасширяющие нервы
Все, или почти все, артериолы организма получают симпатическую иннервацию. Симпатические нервы в качестве нейромедиатора включают в себя катехоламины (в большинстве случаев норадреналин) и имеют сосудосуживающее действие. Поскольку аффинность β-адренорецепторов к норадреналину мала, то даже в скелетных мышцах при действии симпатических нервов преобладает прессорный эффект.
Парасимпатические сосудорасширяющие нервы, нейромедиаторами которых являются ацетилхолин и оксид азота, встречаются в организме человека в двух местах: слюнных железах и пещеристых телах.
В слюнных железах действие chorda tympani приводит к увеличению кровотока и усилению фильтрации жидкости из сосудов в интерстиций и далее к обильной секреции слюны, в пещеристых телах действие n.pelvicus приводит к снижению тонуса артериол, расширению сосудов пещеристых тел полового члена, что обеспечивает эрекцию.

## Участие артериол в патофизиологических процессах

### Воспалениеиаллергические реакции
Важнейшая функция воспалительной реакции — локализация и лизис чужеродного агента, вызвавшего воспаление. Функции лизиса выполняют клетки, доставляющиеся в очаг воспаления током крови (главным образом, нейтрофилы и лимфоциты). Соответственно, оказывается целесообразным увеличить в очаге воспаления локальный кровоток. Поэтому «медиаторами воспаления» служат вещества, имеющие мощный сосудорасширяющий эффект, — гистамин и простагландин E2. Три из пяти классических симптомов воспаления (покраснение, отёк, жар) вызваны именно расширением сосудов. Увеличение притока крови — следовательно, краснота; рост давления в капиллярах и увеличение фильтрации из них жидкости — следовательно, отёк (впрочем, в его формировании участвует и рост проницаемости стенок капилляров), увеличение притока нагретой крови от ядра тела — следовательно, жар (хотя здесь, возможно, не меньшую роль играет увеличение скорости обмена веществ в очаге воспаления).
Однако гистамин, кроме защитной воспалительной реакции, является главным медиатором аллергий.
Это вещество секретируется тучными клетками, когда сорбированные на их мембранах антитела связываются с антигенами из группы иммуноглобулинов E.
Аллергия на какое-то вещество возникает, когда против него нарабатывается достаточно много таких антител и они массово сорбируются на тучные клетки в масштабах организма. Тогда, при контакте вещества (аллергена) с этими клетками, они секретируют гистамин, что вызывает по месту секреции расширение артериол, с последующими болью, покраснением и отёком. Таким образом, все варианты аллергии — от насморка и крапивницы до отёка Квинке и анафилактического шока — в значительной мере оказываются связаны с гистамин-зависимым падением тонуса артериол. Разница состоит в том, где и насколько массивно происходит это расширение.
Особенно интересным (и опасным) вариантом аллергии является анафилактический шок. Он возникает, когда аллерген, обычно после внутривенной или внутримышечной инъекции, распространяется по всему телу и вызывает секрецию гистамина и расширение сосудов в масштабах организма. В этом случае максимально наполняются кровью все капилляры, но их общая ёмкость превышает объём циркулирующей крови. В результате кровь не возвращается из капилляров в вены и предсердия, эффективная работа сердца оказывается невозможной и давление падает до нуля. Реакция эта развивается в течение нескольких минут и ведёт к гибели больного. Наиболее эффективное мероприятие при анафилактическом шоке — внутривенное введение вещества, обладающего мощным сосудосуживающим действием — лучше всего норадреналина.